# RPGコウテイ君
『RPGコウテイ君』（アールピージーこうていくん）は、朝日放送テレビ（ABCテレビ）の『ちょいバラ』内で放送されているバラエティ番組。お笑いコンビ・コウテイの初冠番組。

## 概要
スタジオにいるプレイヤーのゲスト芸人が中継ロケ先にいる勇者のコウテイを操作する番組。
コウテイにとって初の冠番組となる。全10回放送。
RPGコウテイ君SPとして復活。2022年3月27日23:00～1時間放送される。

## 出演者
- コウテイ（下田真生、九条ジョー）

## 放送リスト
| ～囚われの姫と４つの鍵～ | ～囚われの姫と４つの鍵～ | ～囚われの姫と４つの鍵～ | ～囚われの姫と４つの鍵～       | ～囚われの姫と４つの鍵～ |
| -                        | 放送日                   | プレイヤー               | エリア                         | 備考                     |
| ------------------------ | ------------------------ | ------------------------ | ------------------------------ | ------------------------ |
| 1-3                      | 10月16日 - 30日          | 石井(さや香）            | 石のエリア＠太陽の公園         |                          |
| 4-5                      | 11月6日- 13日            | さすけ（滝音）           | 遊園地エリア＠赤穂海浜公園     |                          |
| 6-7                      | 11月20日- 27日           | 大東（ダブルヒガシ）     | 江戸時代エリア＠東映太秦映画村 |                          |
| 8-10                     | 12月4日- 18日            | 辻 (ニッポンの社長)      | 呪いの塔＠ホテルシャルマン     |                          |

## スタッフ
- TD/CAM：長野允那
- CAM：曾根一人
- CA：山内将太郎
- 音声：山本耕之、滝川毅、石橋正人
- VE：東浦歩実、三宅志音
- LD/TM：瀧本貴士
- 伝送：山口小百合
- 音響：上薗茜
- 編集：坂下雄亮、中村明日香
- MA：宮崎海斗
- 美術：田中彰洋
- メイク：ビーム
- 協力：イングス、ネスト、グリーン・アート、京阪商会、クラフト、東京衣裳、よしもとブロードエンタテインメント、アイネックス
- 番組宣伝：衣川淳子（朝日放送テレビ）
- 編成：松田えみり（朝日放送テレビ）
- 庶務：田村圭（朝日放送テレビ）
- 構成：足立良信
- AD：喜多治揮
- ディレクター：里森公彦・松井彰吾（朝日放送テレビ）、守屋賢（よしもとブロードエンタテイメント）
- 総合演出：成瀬樹（朝日放送テレビ）
- プロデューサー：近藤真広・森田純平（朝日放送テレビ）
- 制作著作：ABC TV